# Leslie Johnson
Leslie George Johnson (22 de março de 1912 – 8 de junho de 1959) foi um automobilista britânico nascido na Inglaterra. Ele disputou apenas a primeira corrida da história da Fórmula 1, em 1950, o GP da Grã-Bretanha de 1950. Competiu pela ERA.

## Morte
Johnson morreu em 8 de junho de 1959, aos 46 anos, em Foxcote. Ele sofria de problemas cardíacos.